# Java Service Wrapper
Java Service Wrapperは、JBossやTomcat、Hudsonなど、Java仮想マシン上で動作するJavaアプリケーション をサポートするソフトウェアである。
このプログラム自体がJava言語 で書かれており、クロスプラットフォームに対応しており、
オープンソース 向けの利用にも対応しているものもある。

## 動作
Windowsサービス あるいは Unixデーモン として組み込むことが可能であり、ユーザーが意識して直接的にコントロールするフロントエンドとは違い、むしろ「プログラムを包み込む(wrap)役割を果たすもの」として、バックグラウンドでシームレスに動作する コンピュータ プログラムである。
しばしば、コンピューターの起動時に、自動的に起動されるように設定をして利用するものが多い。
いくつかのラッパー（wrapper）には、アプリケーションや通信の稼働状況を監視するような追加的な機能が加えられている場合がある。